# Jakow Inoczkin
Jakow Pietrowicz Inoczkin (ros. Яков Петрович Иночкин, ur. 3 marca 1906 w Astrachaniu, zm. 31 grudnia 1980 w Obnińsku) – radziecki działacz partyjny, I sekretarz Komitetu Obwodowego Komunistycznej Partii (bolszewików) Kazachstanu w Aktiubińsku (1938-1943).
1928-1929 w Armii Czerwonej, 1930-1932 inspektor fabryki traktorów w Stalingradzie, 1932-1935 pomocnik szefa wydziału politycznego stanicy maszynowo-traktorowej. Od 1935 sekretarz rejonowego komitetu Komsomołu w Turkmenii, 1936 instruktor KC Komsomołu Turkmenii, 1936-1938 studiował we Wszechzwiązkowej Akademii Socjalistycznego Rolnictwa, w lipcu-sierpniu 1938 instruktor Wydziału Rolnego KC KP(b)K. Od sierpnia 1938 sierpnia 1943 I sekretarz Aktiubińskiego Komitetu Obwodowego KP(b)K, 1943-1945 I sekretarz rejonowego komitetu WKP(b) w Stalingradzie, 1945-1948 studiował w Wyższej Szkole Partyjnej przy KC WKP(b), 1949-1953 szef wydziału politycznego fabryki w Angarsku, później szef wydziału politycznego zarządu budownictwa w Obnińsku. Od 1960 wykładowca katedry marksizmu-leninizmu obnińskiej filii Moskiewskiego Instytutu Inżynieryjno-Fizycznego, następnie dyrektor muzeum historii miasta Obnińska, od 1967 na emeryturze. Odznaczony Orderem Lenina i Orderem „Znak Honoru”.